# Cespitularia infirmata
Cespitularia infirmata är en korallart som beskrevs av Verseveldt 1977. Cespitularia infirmata ingår i släktet Cespitularia och familjen Xeniidae.
Artens utbredningsområde är Södra Ishavet. Inga underarter finns listade i Catalogue of Life.